# Кравцовка (Гомельська область)
Кравцовка (біл. Краўцоўка) — село в Терюській сільраді Гомельського району Гомельської області Білорусі.

## Географія

### Розташування
За 8 км від зупинного пункту Кравцовка (на лінії Гомель — Чернігів), 35 км на південь від Гомеля.

## Транспортна мережа
До села веде шосе Н4105 Нова-Гута-Марковичі, шосе проходить центральною вулицею (вулиця Перемоги). Планування — дві прямолінійні вулиці — Перемоги та Гагаріна та перпендикулярна до них вулиця Нова. Забудова двостороння, дерев’яна, садибного типу.

## Історія
За письмовими джерелами відома із XVIII століття як село в Речицькому повіті Мінського воєводства Великого князівства Литовського, володіння Чорторийських. Після 1-го поділу Речі Посполитої (1772 рік) у складі Російської імперії. З 1776 року володіння фельдмаршала, графа П. О. Рум'янцева-Задунайського. У 1816 році в складі Климовської економії Гомельського маєтку. З 1834 року володіння фельдмаршала князя І. Ф. Паскевича.
У 1864 році відкрили народне училище. У 1886 році відкрили хлібозапасний магазин та водяний млин. У 1893 році збудовано дерев’яну Троїцьку церкову. Згідно з переписом 1897 року були: церква, церковно-прихідська школа, хлібозапасний магазин, корчма. У 1909 році 2084 десятин землі, у Марковицькій волості Гомельського повіту Могильовської губернії.
У 1926 році працювали відділення зв’язку, відділення споживчої кооперації та початкова школа. З 8 грудня 1926 року по 16 липня 1954 року — центр Портновської сільради Носовицького, з 4 серпня 1927 року Тереховського району Гомельського округа (до 26 липня 1930 року), з 20 лютого 1938 року Гомельської області. У 1929 році організовано колгосп «4-й Решающий», працювали водяний млин і кузня. У вересні 1943 року німецькі загарбники спалили 300 дворів і вбили 4 жителя. 28 вересня 1943 року звільнена від німецької окупації. 127 жителів загинули на фронті. Центр радгоспу «Сож». Розташовані фельдшерсько-акушерський пункт, бібліотека, магазин та Дім культури.

## Населення

### Чисельність
- 2004 рік — 132 господарств, 278 жителів.

### Динаміка
- 1773 рік — 36 дворів, 234 жителі.
- 1811 рік — 53 двори, 234 жителі.
- 1834 рік — 74 двори, 458 жителів.
- 1886 рік — 118 дворів, 648 жителів.
- 1897 рік — 174 двори, 1026 жителів (згідно з переписом).
- 1909 рік — 185 дворів, 1142 жителі.
- 1926 рік — 247 дворів, 1228 жителів, у селищі Нова Кравцовка, 13 дворів, 65 жителів
- 1940 рік — 303 двори.
- 1959 рік — 810 жителів (згідно з переписом).
- 2004 рік — 132 господарств, 278 жителів.

## Галерея

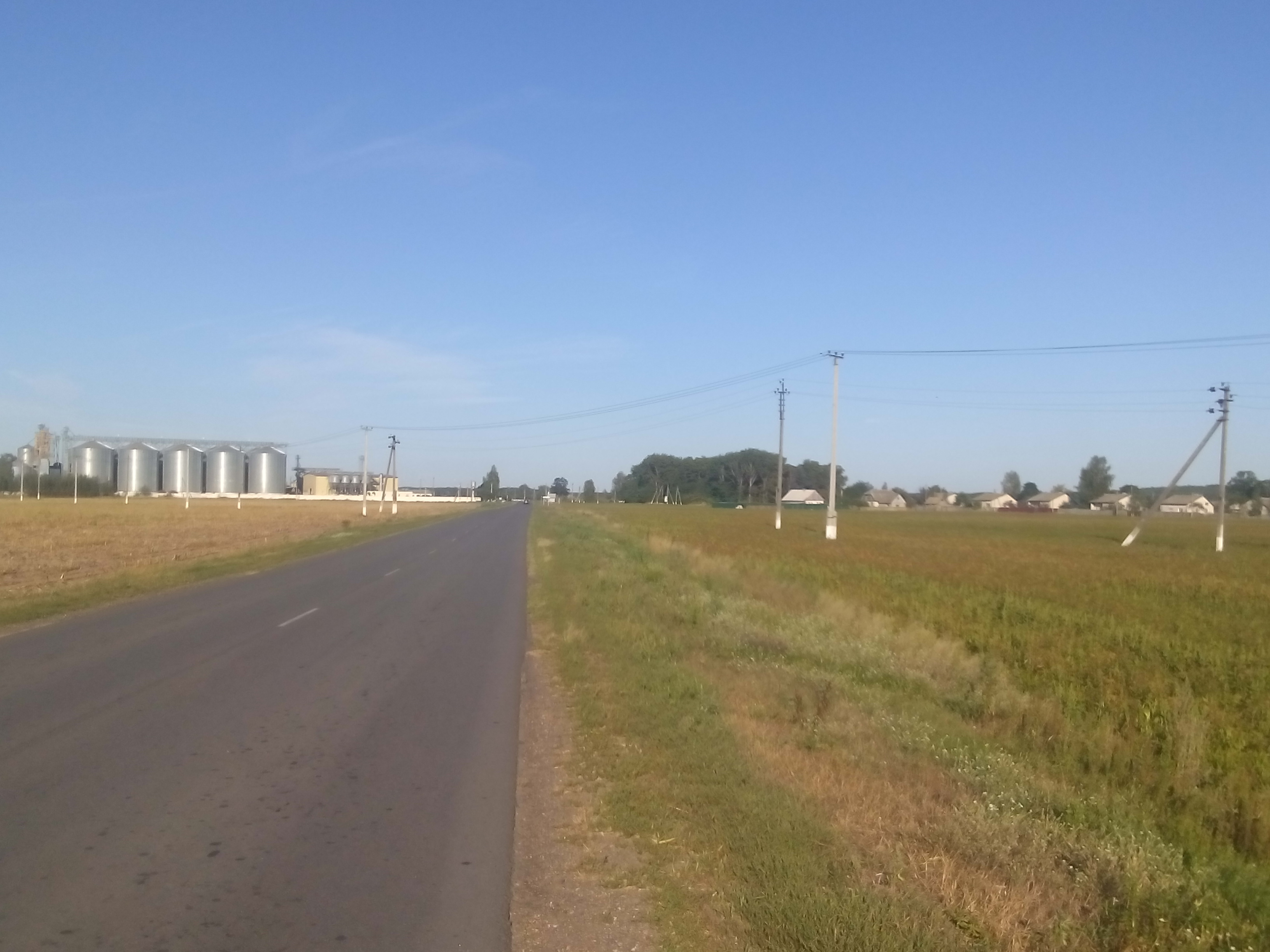
В’їзд до села зі сторони агромістечка Нова Гута
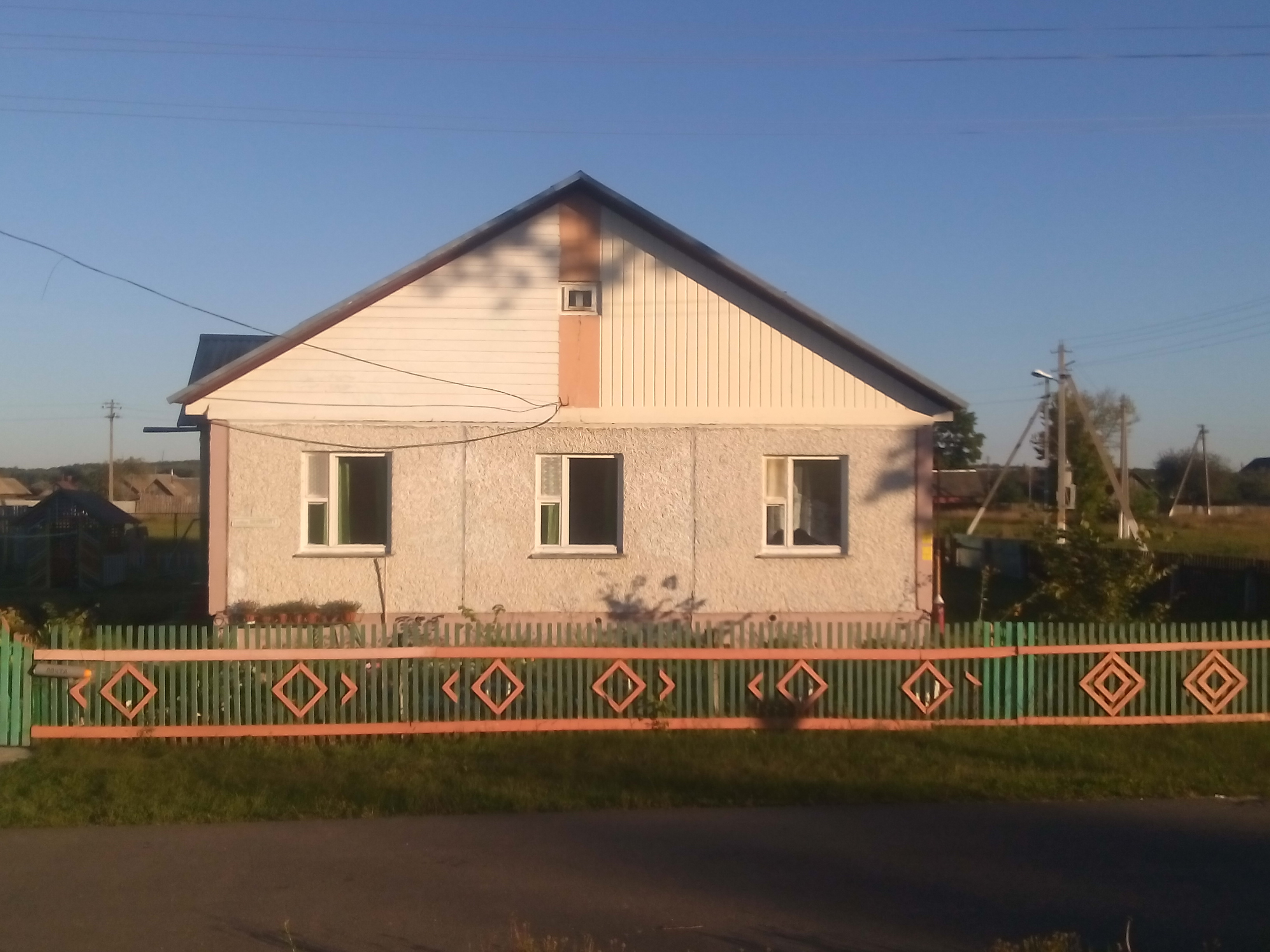
Типова хата
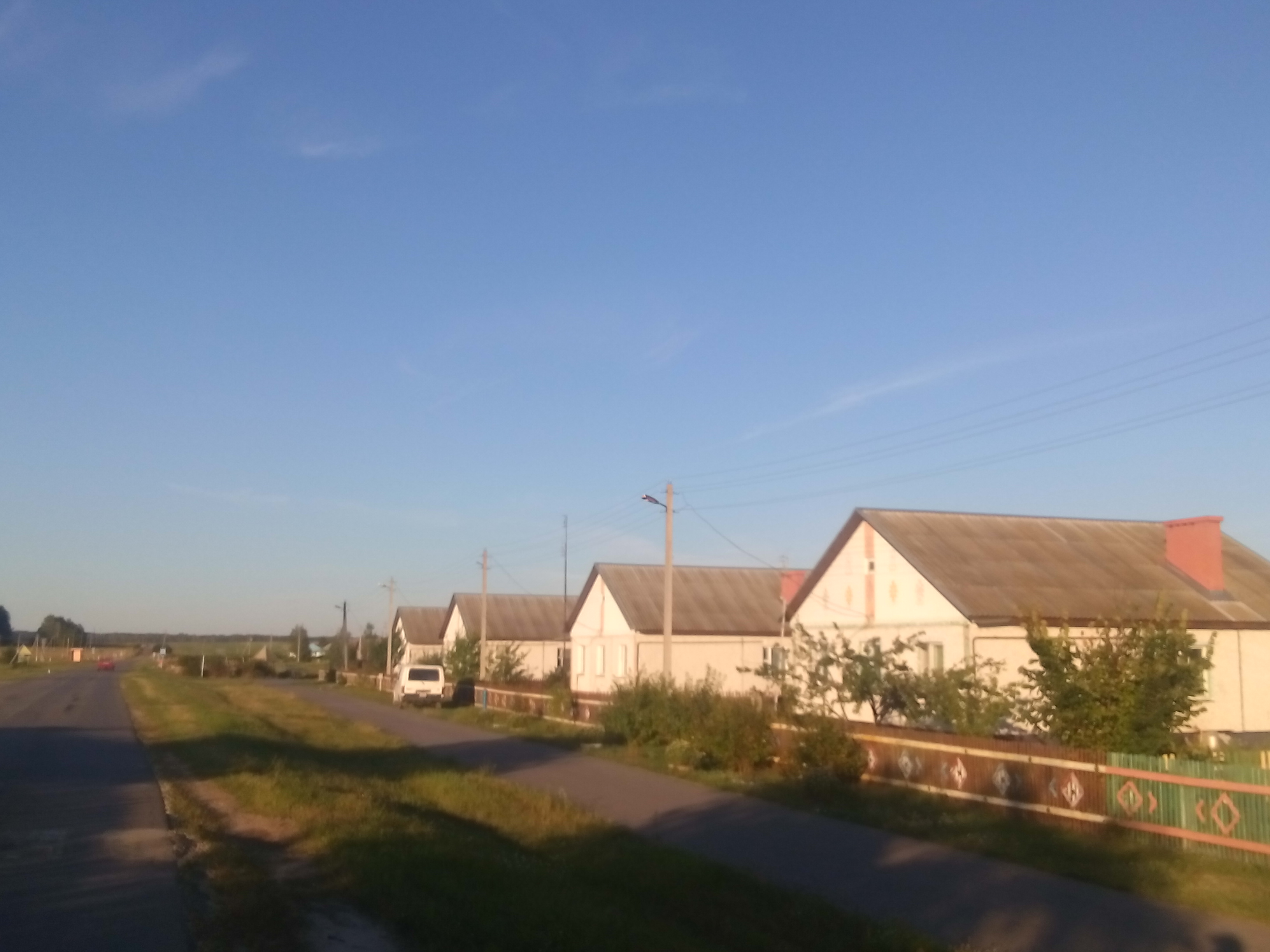
Вулиця Гагаріна
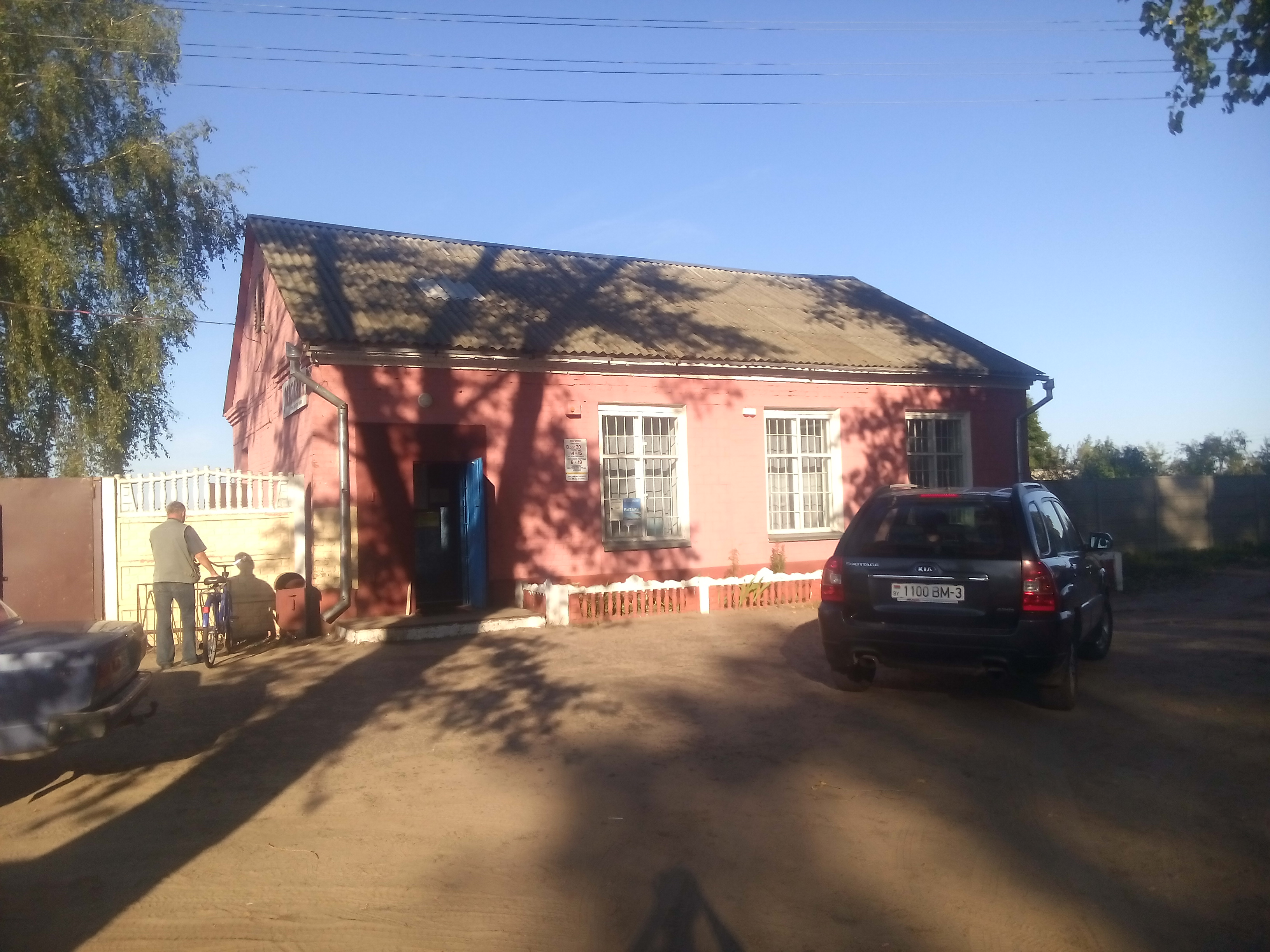
Магазин
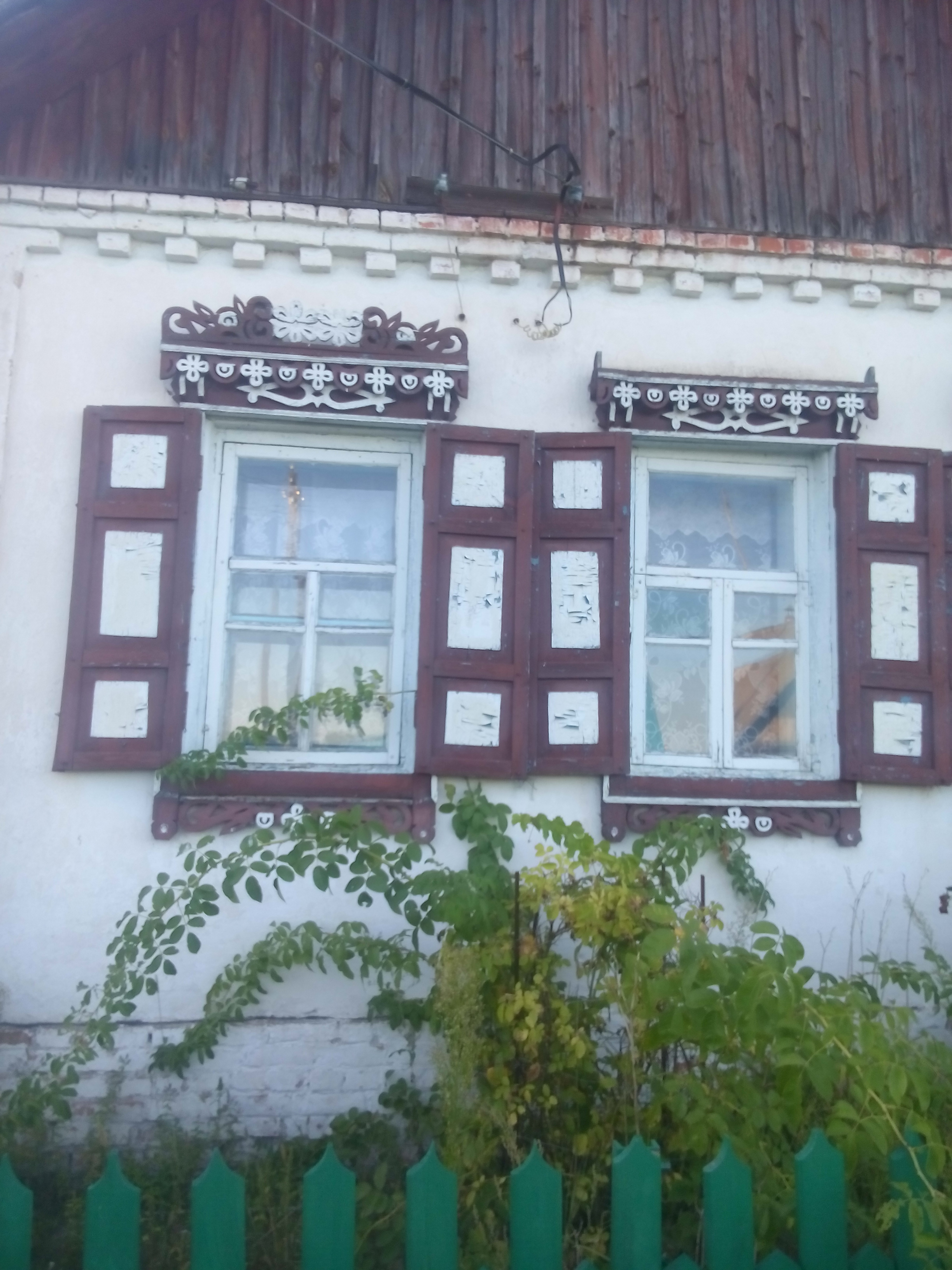
Дерев'яні вікна
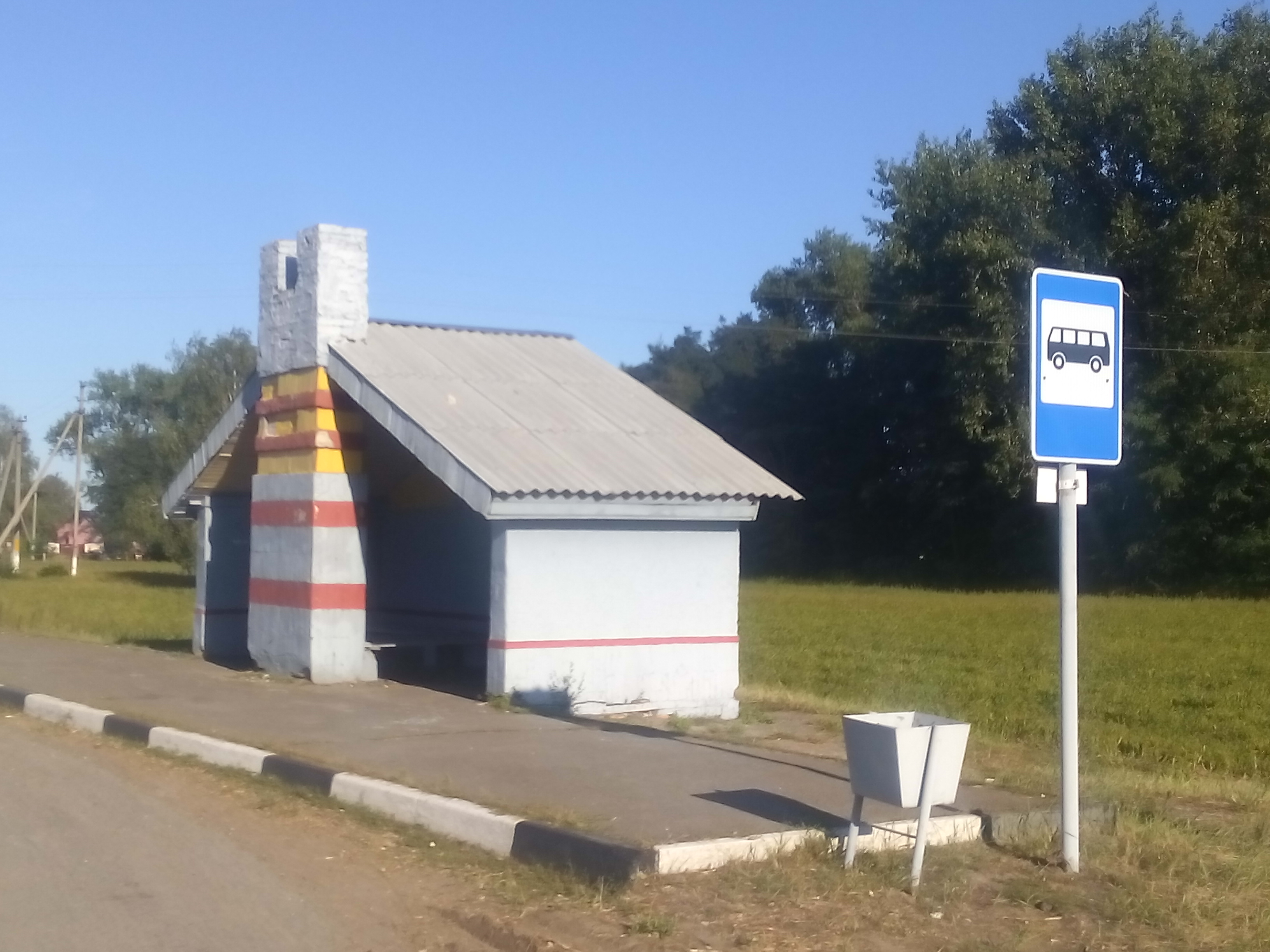
Автобусна зупинка
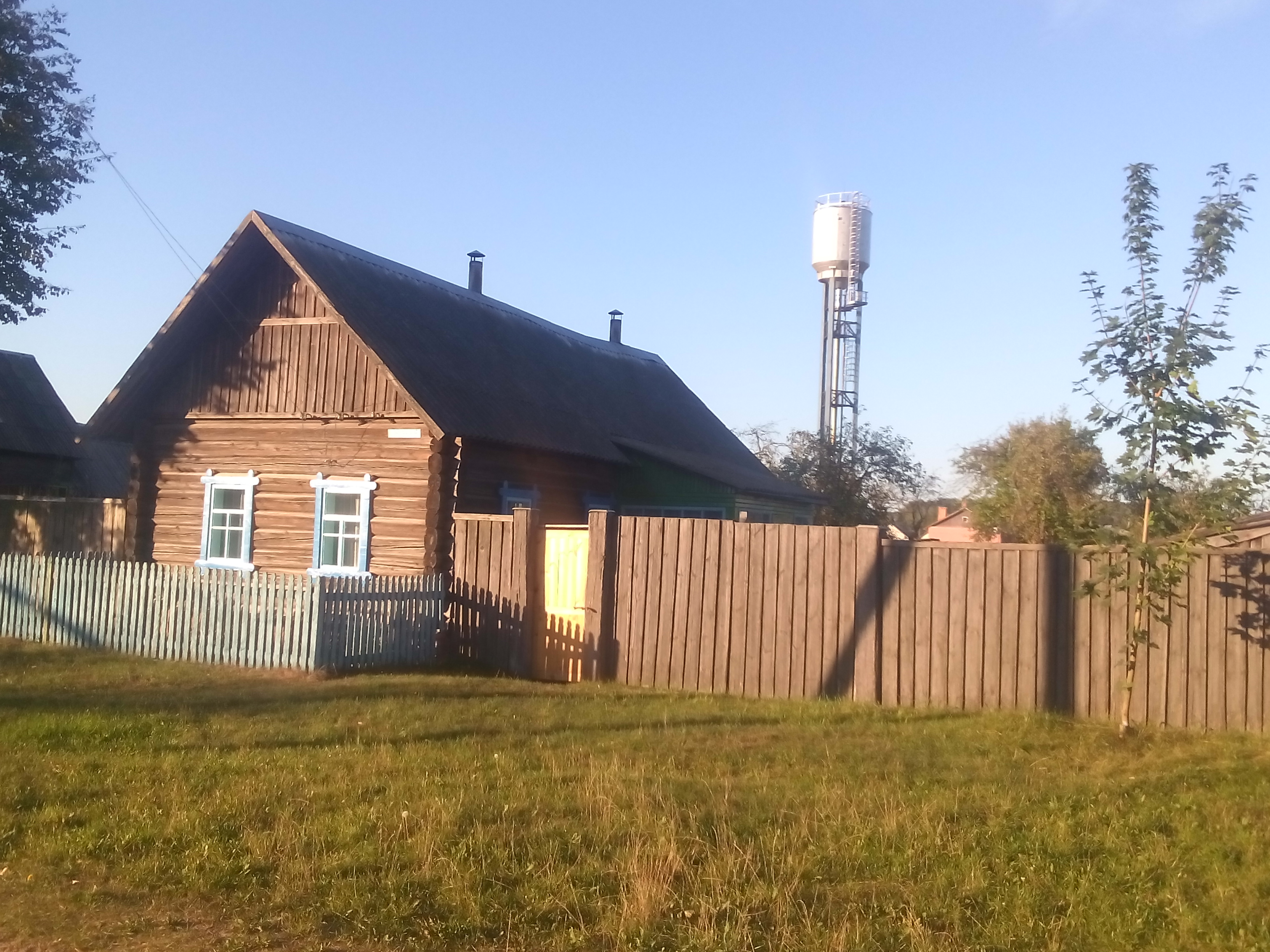
Дерев'яна хата
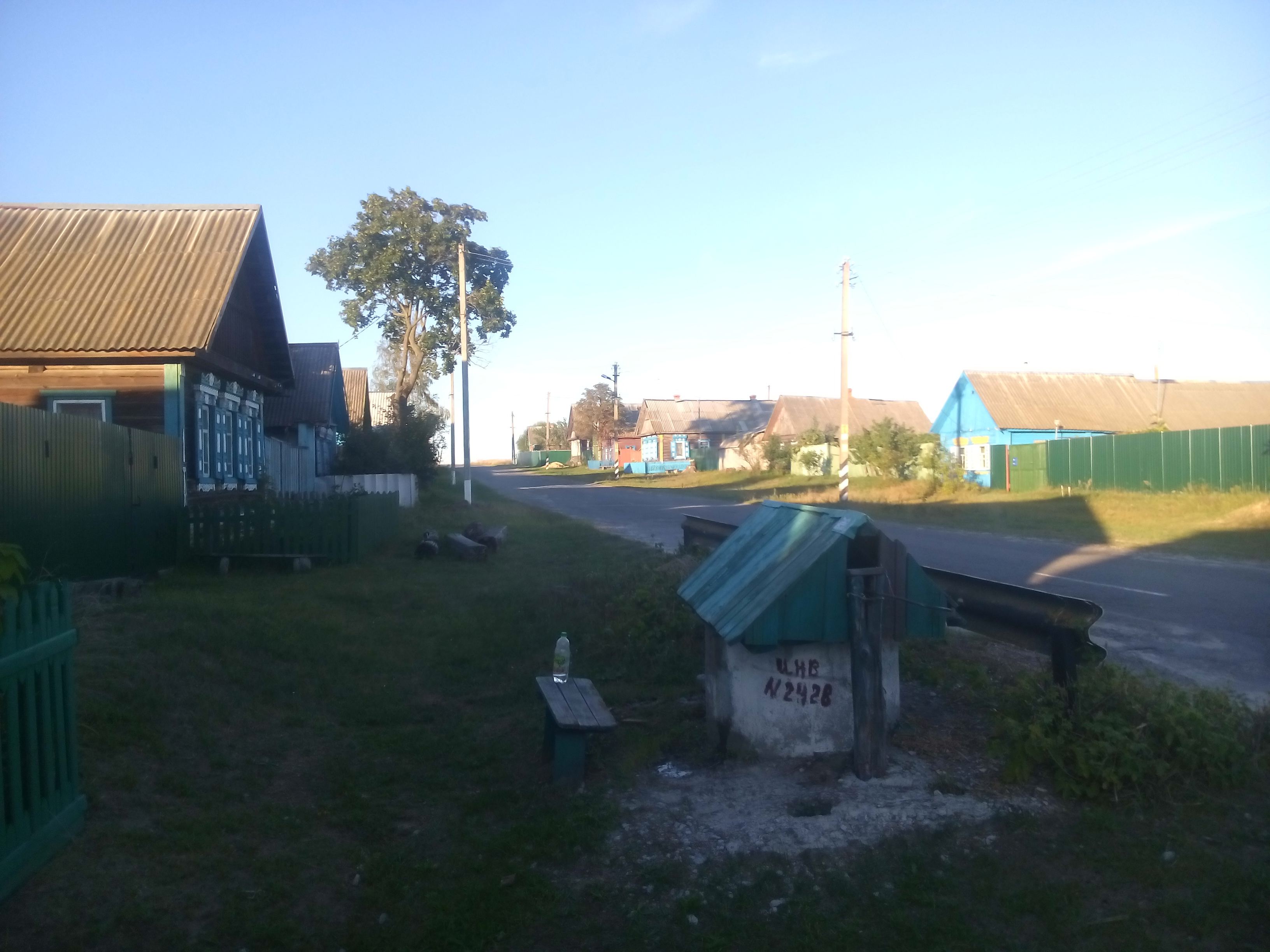
Криниця
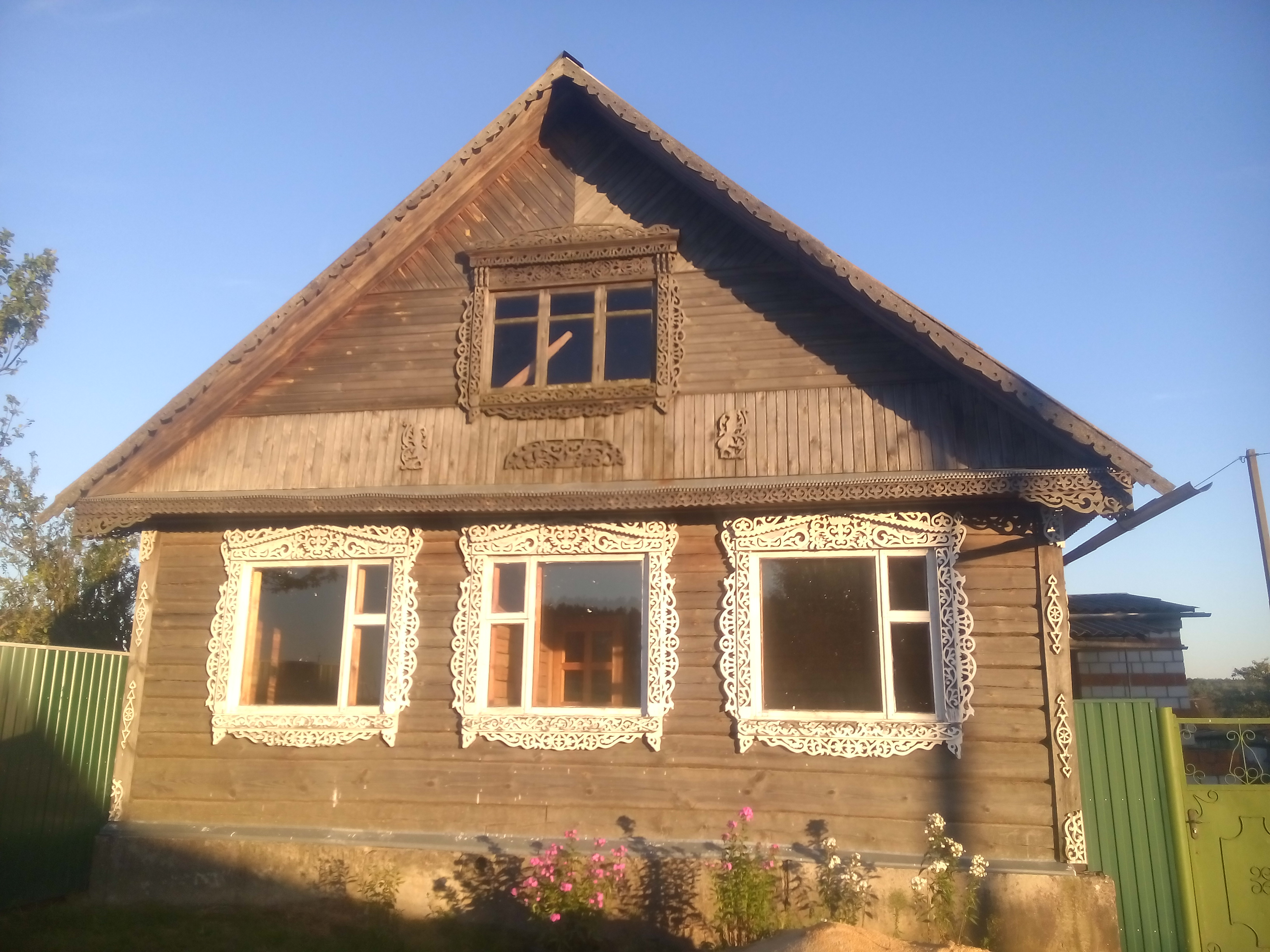
Дерев'яна хата